# 奥姆兰·达克尼什

受伤后的奥姆兰·达克尼什

奥姆兰·达克尼什（阿拉伯语：‎）是一名叙利亚男孩，2016年时年5岁的他遭到空袭，受伤后的他坐在一张橙色救护车椅子上，身上布满灰尘和血，没有哭喊。他的视频被传到互联网上后受到媒体关注。

## 历史
2016年8月17日，俄罗斯空军空袭叙利亚阿勒颇附近由叛军控制的卡特吉，达克尼什受伤。他头部受伤，被送往一家被称为M10的医院，后来出院。
达克尼什与他父母和三个年龄为一岁、六岁和十岁的兄弟被救出。他十岁的哥哥阿里受伤并于2016年8月20日死亡。他家被救出后不久，公寓大楼倒塌。空袭造成八人死亡，其中五名儿童。达克尼什的视频由叙利亚反对派活动小组阿勒颇媒体中心发布，作者是马哈茂德·拉斯兰（Mahmoud Raslan）。
从他家的瓦砾中被救出的达克尼什坐在救护车血淋淋的照片，引起了国际公愤，并被广泛刊登在报纸和社交媒体上。很多人将他与逃往欧洲途中溺死的敘利亞內戰難民小男孩艾兰·库尔迪的照片作比较。
叙利亚政府的盟友中国和俄罗斯媒体称图片为反对派的“宣传”工具，旨在利用这张照片，反对阿萨德政府的政权。一些国际媒体质疑图片为摆拍。
敘政府軍收復阿勒頗後，達克尼什一家留在阿勒頗生活。2017年間，達克尼什的父親接受多間媒體採訪，反駁2016年西方媒體對事發經過的描述。達克尼什指事發時沒有空襲或炮擊，並指敘反對派曾試圖威逼利誘他，要求他對媒體指證敘政府軍發動襲擊，但遭到他拒絕。